# Biophytum polyphyllum
Biophytum polyphyllum är en harsyreväxtart som beskrevs av William Munro. Biophytum polyphyllum ingår i släktet Biophytum och familjen harsyreväxter. Inga underarter finns listade i Catalogue of Life.